# Kamptee
Kamptee ist eine Stadt im indischen Bundesstaat Maharashtra. Die Stadt gehört zur Metropolregion von Nagpur.
Die Stadt ist Teil des Distrikts Nagpur. Kamptee hat den Status eines Municipal Council. Die Stadt ist in 33 Wards gegliedert. Sie hatte am Stichtag der Volkszählung 2011 86.793 Einwohner, von denen 43.470 Männer und 43.323 Frauen waren. Hindus bilden mit einem Anteil von über 43 % die Pluralität der Bevölkerung in der Stadt. Muslime haben einen Anteil von 34 %. Die Alphabetisierungsrate lag 2011 bei 89,57 % und damit deutlich über dem nationalen Durchschnitt.
Die Stadt wurde 1821 als Militärkanton gegründet, welches den Namen Camp T trug. Heute ist der Ort noch ein Stützpunkt der Indischen Streitkräfte.
Der Bahnhof Kamptee liegt an der Strecke von Mumbai nach Haora.